# アシャハ線
アシャハ線（アシャハせん、ドイツ語: Aschacher Bahn）は、オーストリア国鉄の鉄道線の名称である。路線番号は152。

## 運行形態
一日1往復の運行。平日は早朝に、休日は午後に運行される。なお、休日便は夏季のみ運行される他、平日便は年末年始等時期により運休することがある。

## 駅一覧
以下では、オーストリア国鉄152号線の駅と営業キロ、停車列車、接続路線などを一覧表で示す。なお、全て各駅停車である。
| 路線名 | 駅名                           | 駅間営業キロ | 累計営業キロ | 接続路線         | 所在地                   | 所在地               |
| ------ | ------------------------------ | ------------ | ------------ | ---------------- | ------------------------ | -------------------- |
| 150    | ヴェルス駅                     | -            | 7.2          | 101号線、153号線 | オーバーエスターライヒ州 | ヴェルス市           |
| 152    | ハイディンク駅                 | 7.2          | 0.0          | 150号線          | オーバーエスターライヒ州 | ヴェルスラント郡     |
| 152    | ブライトヴィーゼン駅           | 2.5          | 2.5          | 101号線          | オーバーエスターライヒ州 | グリースキルヒェン郡 |
| 152    | フィンクルハム駅               | 2.8          | 5.3          |                  | オーバーエスターライヒ州 | エーファーディンク郡 |
| 152    | ブライテナイヒ駅               | 1.6          | 6.9          |                  | オーバーエスターライヒ州 | エーファーディンク郡 |
| 152    | カルケフェン・ダクスベルク駅   | 1.5          | 8.4          |                  | オーバーエスターライヒ州 | エーファーディンク郡 |
| 152    | ラーエフェン駅                 | 2.2          | 10.6         |                  | オーバーエスターライヒ州 | エーファーディンク郡 |
| 152    | エーファーディンク駅           | 1.9          | 12.5         | 143号線          | オーバーエスターライヒ州 | エーファーディンク郡 |
| 152    | ロイミューレ駅                 | 2.2          | 14.7         |                  | オーバーエスターライヒ州 | エーファーディンク郡 |
| 152    | プッピンク駅                   | 2.3          | 17.0         |                  | オーバーエスターライヒ州 | エーファーディンク郡 |
| 152    | カルリンク駅                   | 1.5          | 18.5         |                  | オーバーエスターライヒ州 | エーファーディンク郡 |
| 152    | アシャハ・アン・デア・ドナウ駅 | 2.0          | 20.5         |                  | オーバーエスターライヒ州 | エーファーディンク郡 |